# Франц Рот
Франц Рот (нім. Franz Roth, нар. 27 квітня 1946, Меммінген) — німецький футболіст, що грав на позиції півзахисника за мюнхенську «Баварію» та національну збірну ФРН.
Триразовий володар Кубка Німеччини. Чотириразовий чемпіон Німеччини. Триразовий володар Кубка чемпіонів УЄФА. Володар Кубка Кубків УЄФА. Володар Міжконтинентального кубка. 

## Клубна кар'єра
У дорослому футболі дебютував 1966 року виступами за мюнхенську «Баварію», у складі якої на наступні 12 сезонів став ключовою фігурою у півзахисті. Протягом цього періоду мюнхенська команда була серед лідерів не лише німецького, але й європейського футболу — граючи у її формі Рот здобув три Кубки чемпіонів УЄФА, Міжконтинентальний кубок та Кубок володарів Кубків, чотири рази вигравав чемпіонат Німеччини і тричі національний Кубок. У Бундеслізі став автором 72 забитих м'ячів, провівши заголом 322 гри у цьому змаганні. Неодноразово його голи ставали вирішальними, зокрема завдяки його влучним пострілам мюнхенці здобували Кубок кубків у 1967 і Кубок чемпіонів у 1975 і 1976 роках.
1978 року досвідчений захисник залишив «Баварію» і протягом сезону грав в Австрії за «Казино» (Зальцбург). Завершував футбольні виступи на початку 1980-х на батьківщині, граючи за нижчолігові команди, зокрема за «Зандгаузен».

## Виступи за збірну
1967 року дебютував в офіційних матчах у складі національної збірної Німеччини. Наступного виходу на полу у її формі гравцю довелося чекати три роки — у 1970 він провів ще три гри за збірну, які, утім, стали для нього останнімі у кар'єрі.

## Статистика виступів

### Статистика клубних виступів
| Сезон             | Команда           | Чемпіонат         | Чемпіонат | Чемпіонат | Національний кубок | Національний кубок | Національний кубок | Континентальні кубки | Континентальні кубки | Континентальні кубки | Інші змагання | Інші змагання | Інші змагання | Усього | Усього |
| Сезон             | Команда           | Ліга              | Ігор      | Голів     | Ліга               | Ігор               | Голів              | Ліга                 | Ігор                 | Голів                | Ліга          | Ігор          | Голів         | Ігор   | Голів  |
| ----------------- | ----------------- | ----------------- | --------- | --------- | ------------------ | ------------------ | ------------------ | -------------------- | -------------------- | -------------------- | ------------- | ------------- | ------------- | ------ | ------ |
| 1966–67           | «Баварія»         | БЛ                | 20        | 7         | КН                 | 5                  | 0                  | КВК                  | 7                    | 2                    | -             | -             | -             | 32     | 9      |
| 1967–68           | «Баварія»         | БЛ                | 32        | 5         | КН                 | 4                  | 2                  | КВК                  | 7                    | 0                    | -             | -             | -             | 43     | 7      |
| 1968–69           | «Баварія»         | БЛ                | 34        | 2         | КН                 | 6                  | 0                  | -                    | -                    | -                    | -             | -             | -             | 40     | 2      |
| 1969–70           | «Баварія»         | БЛ                | 31        | 10        | КН                 | 3                  | 2                  | КЧ                   | 2                    | 1                    | -             | -             | -             | 36     | 13     |
| 1970–71           | «Баварія»         | БЛ                | 27        | 11        | КН                 | 6                  | 3                  | КЯ                   | ?                    | ?                    | -             | -             | -             | 33+    | 14+    |
| 1971–72           | «Баварія»         | БЛ                | 32        | 12        | КН                 | 5                  | 2                  | КВК                  | 8                    | 1                    | -             | -             | -             | 45     | 15     |
| 1972–73           | «Баварія»         | БЛ                | 32        | 5         | КН+КЛ              | 5+?                | 0+?                | КЧ                   | 6                    | 3                    | -             | -             | -             | 43+    | 8+     |
| 1973–74           | «Баварія»         | БЛ                | 33        | 8         | КН                 | 3                  | 0                  | КЧ                   | 9                    | 1                    | -             | -             | -             | 45     | 9      |
| 1974–75           | «Баварія»         | БЛ                | 24        | 4         | КН                 | 2                  | 1                  | КЧ                   | 5                    | 1                    | -             | -             | -             | 31     | 6      |
| 1975–76           | «Баварія»         | БЛ                | 27        | 6         | КН                 | 6                  | 1                  | КЧ                   | 8                    | 1                    | СУ            | 2             | 0             | 43     | 8      |
| 1976–77           | «Баварія»         | БЛ                | 20        | 1         | КН                 | 3                  | 1                  | КЧ                   | 3                    | 0                    | СУ+МКК        | 0+0           | 0+0           | 26     | 2      |
| 1977–78           | «Баварія»         | БЛ                | 10        | 1         | КН                 | 0                  | 0                  | КУЄФА                | 1                    | 0                    | ККР           | ?             | ?             | 11+    | 1+     |
| Усього за кар'єру | Усього за кар'єру | Усього за кар'єру | 322       | 72        |                    | 48+                | 12                 |                      | 56+                  | 10+                  |               | 2+            | 0+            | 4?     | 94+    |

## Титули і досягнення
- Чемпіон Німеччини (4):

«Баварія»: 1968-1969, 1971-1972, 1972-1973, 1973-1974
- Володар Кубка Німеччини (3):

«Баварія»: 1967, 1969, 1970-1971
- Володар Кубка чемпіонів УЄФА (3):

«Баварія»: 1973-1974, 1974-1975, 1975-1976
- Володар Кубка Кубків УЄФА (1):

«Баварія»: 1966-1967
- Володар Міжконтинентального кубка (1):

«Баварія»: 1976